# Clotilde de Vaux
Clotilde de Vaux (Paris, 3 de abril de 1815 – 5 de abril de 1846) foi uma escritora francesa.
Destacou-se por ser a musa inspiradora de Auguste Comte, cofundadora da Religião da Humanidade.
Charlotte Clotilde Josephine Marie de Ficquelmont de Vaux, filha de Joseph Simon Marie e de Henriette-Joséphine de Ficquelmont, pertencia a uma família nobre.
Desposou Amedée de Vaux em 1835, que a abandonou, fugindo para Bruxelas devido a dívidas de jogo (1839).
Abandonada e sem recursos, impedida pela lei de divorciar-se de modo a contrair novas núpcias, Clotilde publicou, em 1845, a novela "Lucie" — em que a personagem principal vive uma situação semelhante à sua — com o objetivo de sensibilizar a opinião pública, propondo a mudança da lei e a introdução do divórcio na legislação francesa.
Sem conseguir seu intento, ainda nesse ano (1845) e nessas circunstâncias desfavoráveis, conheceu o filósofo Auguste Comte que, posteriormente, consideraria por essa razão o ano de 1845 como "o ano sem par", registrando sobre Clotilde:
"Apenas a ti, minha santa Clotilde, estou reconhecido por não sair desta vida sem ter experimentado as melhores emoções da natureza humana. Um ano incomparável fez surgir espontaneamente o único amor, puro e profundo, que me era destinado. A excelência do ser adorado permite-me, na maturidade, mais favorecida do que a minha juventude, vislumbrar em toda a sua plenitude a verdadeira felicidade humana.".
Os dois apaixonam-se, mantendo um relacionamento espiritual. Clotilde iniciada no positivismo propôs-se a colaborar com o filósofo escrevendo a novela "Wilhelmine".
Tomada pela melancolia de não poder se casar novamente e devido ao agravamento de sua situação financeira, adoeceu vindo a falecer vítima da tuberculose em 1846.
Clotilde de Vaux é considerada a mãe espiritual da Igreja Positivista do Brasil e da Religião da Humanidade.

## Obras Principais
- "Os Pensamentos de uma Flor" (Pensées d’une fleur) - poema.
- "Infância" - poema.
- "Lúcia" (Lucie) - novela.
- "Guilhermina" (Willelmine) - novela.

## Máximas de Clotilde de Vaux
1. É indigno dos grandes corações derramar as perturbações que sentem.
2. Que prazeres podem exceder aos da dedicação?
3. Compreendi, melhor do que ninguém, a fraqueza de nossa natureza quando não é dirigida para um alvo elevado que seja inacessível às paixões.
4. A nossa espécie, mais do que as outras, carece de deveres para fazer sentimentos.
5. Não há nada irrevogável na vida senão a morte.
6. Todos temos ainda um pé no ar sobre o limiar da verdade.
7. Os maus têm, amiúde, mais precisão de piedade do que os bons.